# Estación de Porte d'Auteuil
La estación de Porte d'Auteuil es una estación del metro de París situada al oeste de la capital, en el XVI Distrito. Forma parte de la línea 10 situándose dentro del bucle de Auteuil. Entre 1913 y 1980, fue uno de los terminales de la línea. 

## Historia
Fue inaugurada el 30 de septiembre de 1913 con la llegada de la línea 8, que se convirtió en la actual línea 10 tras la reorganización de varias líneas realizada en 1937. 
Ubicada cerca de la actual Porte d'Auteuil, debe su nombre a un antiguo acceso o porte, situado en el Muro de Thiers, última fortificación construida alrededor de París con fines defensivos y desmantelada a principios del siglo XX.

## Descripción
Integrada en el bucle de Auteuil, esta estación dispone sin embargo de tres vías y de dos andenes, debido a su antigua configuración como terminal de la línea, aunque actualmente sólo es posible viajar en dirección a Boulogne - Pont de Saint-Cloud desde ella. Está ordenada de la siguiente forma: v-a-v-a-v. 
Está diseñada en bóveda y revestida completamente de los clásicos azulejos blancos biselados. Su iluminación ha sido renovada empleando el modelo vagues (olas) con estructuras casi adheridas a la bóveda que sobrevuelan los andenes proyectando la luz principalmente hacia arriba.
La señalización por su parte usa la moderna tipografía Parisine donde el nombre de la estación aparece en letras blancas sobre un panel metálico de color azul. Aun así, la estación conserva alguna de las antiguas y pequeñas señalizaciones donde el nombre aparece realizado combinando azulejos blancos y azules enmarcados por un trazo marrón. 
Por último, los asientos de la estación son los modernos Coquille o Smiley, unos asientos en forma de cuenco inclinado para que parte del mismo pueda usarse como respaldo y que poseen un hueco en la base en forma de sonrisa. Están presentes en un único color, el rojo.